# Nuraghe Caspiana
Il nuraghe Caspiana  è ubicato nel versante meridionale di una vallata, delimitata ad ovest dall' Altopiano di s'Aspru e a sud da quello di sa Rocca Coronalva in territorio di Siligo. La complessità dell'edificio è tale da renderlo tra i più importanti del territorio.

## Descrizione
Si tratta di un nuraghe complesso con torre centrale con bastione che doveva includere un'altra torre. Parzialmente crollato e coperto dalla vegetazione, risulta complicato definire lo schema planimetrico. Gli elementi visibili attualmente sono la torre centrale a pianta circolare (dia, m. 8,50) e un bastione che ingloba almeno altre due torri orientate a NE e a Sud.